# Federico Marcello Lante Montefeltro della Rovere
Federico Marcello Lante Montefeltro della Rovere, né le 18 avril 1695 à Rome, alors capitale des États pontificaux, et mort dans la même ville le 3 mars 1773, est un cardinal italien du XVIIIe siècle.

## Biographie
Federico Marcello Lante Montefeltro della Rovere est nommé archevêque titulaire de Petra-en-Palestine en 1732 et est gouverneur du territoire de Balneariae. En plus de ces charges, il est aussi abbé de La Blanche et prieur de l'abbaye Saint-Philibert de Noirmoutier. Par ses contacts sur cette île de Vendée, il côtoie, à partir de 1722, le jeune André Commard de Puylorson, futur chanoine et « premier historien de Noirmoutier », qui lui dédie un épître dans son Histoire de Noirmoutier de 1761. Ce dernier va même lui prédire, en 1742, qu'il serait vite cardinal.
Et, en effet, le pape Benoît XIV le crée cardinal lors du consistoire du 9 septembre 1743. Il est camerlingue du Sacré Collège en 1753 et 1754, préfet de la Congrégation de la bonne gouvernance en 1759 et vice-doyen du Collège des cardinaux en 1763.
Il participe au conclave de 1758 (élection du pape Clément XIII) et à celui de 1769 (élection de Clément XIV).
Federico Marcello Lante Montefeltro della Rovere est un grand-neveu du cardinal Marcello Lante (1606) et un grand-oncle des cardinaux Filippo Lancellotti (1794), Alessandro Lante (1816) et Antonio Lante (1816).

## Succession apostolique
Federico Marcello Lante Montefeltro della Rovere a ordonné les évêques suivants :
- Évêque Honuphrius Belsito (1745)
- Cardinal Lazzaro Opizio Pallavicini (1754)
- Évêque Lodovico Agostino Bertozzi (1754)
- Évêque Charles Walmesley (it), O.S.B. (1756)
- Archevêque Paolo Da Ponte (it), O.C.D. (1765)
- Pape Clément XIV (1769)

### Sources
- Fiche du cardinal Federico Marcello Lante Montefeltro della Rovere sur le site fiu.edu